# Globastica
Globastica es un género de foraminífero planctónico considerado un sinónimo posterior de Globoconusa de la familia Guembelitriidae, de la superfamilia Heterohelicoidea, del suborden Globigerinina y del orden Globigerinida. Su especie tipo era Globigerina daubjergensis. Su rango cronoestratigráfico abarcaba el Daniense (Paleoceno inferior).

## Descripción
Su descripción coincide con la del género Globoconusa, ya que Globastica ha sido considerado un sinónimo subjetivo posterior.

## Discusión
Clasificaciones posteriores incluirían Globastica en la familia Globoconusidae, de la superfamilia  Globoconusoidea, y del orden Heterohelicida.

## Clasificación
Globastica incluía a las siguientes especies:
- Globastica daubjergensis †, aceptado como Globoconusa daubjergensis
- Globastica gigantea †, de posición taxonómica incierta, probablemente un aberrante
- Globastica kozlowskii †, considerado sinónimo posterior de Globoconusa conusa